# Teodosi de Kíev
|  | Per a altres significats, vegeu «Teodosi». |

Teodosi de Kíev, Teodosi de les Coves o Teodosi de Pečerska (ucraïnès: Феодо́сій Пече́рський; rus: Феодосий Печерский) (Vasilev, Rus de Kíev, 1029 - Kíiv, 3 de maig de 1074) fou un monjo rus, introductor del monaquisme cenobític a la Rus de Kíev i cofundador del monestir de les Coves de Kíiv. És venerat com a sant per l'Església Ortodoxa Russa.

## Biografia
Teodosi era monjo al monestir de les Coves de Kíiv, on fou elegit abat en marxar-ne Barlaam, proposat pel fundador del monestir, Antoni de Kíev. Com a abat, reformà la disciplina monàstica, fent-la més rigorosa en l'abstinència, el dejuni i el rigor. Volgué donar una nova regla a la comunitat i hi establí la regla de Sant Teodor Estudita, que des d'allí es difongué a tots els monestirs de l'Església Ortodoxa Russa.

## Veneració
Teodosi fou canonitzat com a sant per l'Església Ortodoxa Russa en 1106, celebrant-ne la festa el dia 3 de maig.
El 1091, Nèstor el Cronista en trobà el cos incorrupte, que fou portat a l'església del monestir. L'Església Ortodoxa també celebra, el 14 d'agost, la translació del cos del sant.